# Radek Dvořák
Radek Dvořák (Tábor, 9 marzo 1977) è un ex hockeista su ghiaccio ceco.

## Palmarès

### Mondiali
- 3 medaglie:
  - 3 ori (Norvegia 1999; Germania 2001; Austria 2005)

### World Cup
- 1 medaglia:
  - 1 bronzo (2004)